# 아룩타이
아룩타이(ᠠᠷᠤᠭᠲᠠᠢ, 키릴문자:Аругтай, 한자:阿魯克台, Aruγtai, ? ~ 1434년 9월) 또는 아루타이(Арутай 阿魯台)는 몽골 동부 아수드부(部)의 지도자이자, 태사였다. 아룩타이 타이시로도 부른다. 다른 이름은 오게데릭(Өгөдерек)이다. 그는 명나라 영락제와 오이라트 4부와 대립한 북원의 승상이었다. 몽골원류에는 아룩타이 태사로 나타난다. 아룩타이는 몽골어로 알을 운반한다는 뜻이다. 1408년부터 1434년 굴리치 울루그테무르 칸, 부냐시리 울제이테무르 칸, 에세크 칸, 아다이 칸의 통치 기간 중 몽골의 군사 지도자인 영향력있는 귀족이었으며, 1402년부터 그는 대원 태사(大元太師)라 자칭하며 사실상 동부 몽골의 유력자였다.
그가 어렸을 때 오이라트부의 바툴라 칭상은 아수드부를 공격, 아루그타이를 사로잡아 노예로 만들었다. 그는 알을 나르는 곳에 보내졌기 때문에 아루그타이 또는 아루그타이 타이시, 아루그타이 칭상으로 불리게 되었다. 뒤에 사무르의 도움으로 탈출에 성공, 아수드부를 장악하고 지도자가 되었다.
이후 오이라트와 여러 번 교전했으며, 명나라로부터 화령왕(和寧王)에 책봉됐지만 북원의 대칸과 함께 명나라와 교전했다. 1434년 9월 바툴라 칭상의 아들 토곤 타이시와 교전 중 전사했다. 일설에는 냄비에 넣어져 살해되었다 한다. 그가 살해되자 살아남은 아들들은 명나라로 투항했다.

## 생애

### 어린 시절
아룩타이 또는 아루타이의 가계와 정확한 생년월일, 출생에 대해서는 알려진 것이 없다. 아수드부의 지도자로, 일설에는 그는 알란인 또는 알란계 민족인 오세트인이라는 설도 있다. 명나라 사서에는 아루타이, 몽골원류에는 아루크타이로 나타난다. 몽골원류에 의하면 아룩타이의 본명은 오게데릭(Өгөдерек)이라 한다. 몽골어로 완고함, 완강함, 고집을 뜻한다. 오이라트부의 바툴라 칭상은 아수드부를 공격, 아루그타이를 사로잡아 노예로 만들었다. 이름 아룩타이는 몽골어로 알을 운반한다는 뜻이다. 그는 알을 나르는 곳에 보내졌기 때문에 알을 운반한다는 뜻의 아루그타이 또는 아루그타이 타이시, 아루그타이 칭상으로 불리게 되었다.
몽골 황금사에 의하면 아룩타이는 광주리를 등에 짊어지고, 마른 소똥을 주우러 다녀서 짊어진 사람이라는 의미로 아룩타이라는 별명이 붙여져 그의 이름이 됐다 한다. 뒤에 보르지긴 공주 사무르의 도움으로 오이라트를 탈출한 아룩타이는 아수드부로 귀환하였다.
1399년 그는 북원 칸국을 점령한 키르기스족 출신 우게치 카스하를 공격, 권좌에서 몰아냈다. 1402년 굴리치 울루그테무르 칸이 북원의 대칸이 되자 아룩타이는 지원(知院)에 임명되었다. 1402년부터 그는 동부 몽골의 실력자가 되었다. 그의 세력은 중국에도 알려지게 되었다.

### 오이라트, 명나라와의 전쟁
1403년 그는 굴리치와 함께 오이라트를 공격했으나, 실패했다. 그는 다시 재연합하여 서부 몽골의 오이라트부 지도자 마하무를 공격, 오이라트의 다른 지도자 우게치 카스하를 격파했다. 1408년 굴리치와 갈등하다가 그를 암살, 1403년부터 신장 비쉬발리크에서 대칸을 선언한 분야시리를 티무르 제국에서 모셔와 울제이테무르 칸으로 옹립하고, 자신은 태사가 되었다. 수년간 동몽골을 진흥시킨 뒤 서정을 감행, 오이라트를 공격하였다.
1408년 이후 그는 오이라트와의 전쟁을 중단하지 않고 계속하였다. 1409년 오이라트의 기습 공격을 받고 패배, 부냐시리와 함께 케룰렌강으로 이동하였다. 1409년 명나라 조정에서 북원으로 파견한 사신 곽기(郭骥)를 사살, 분노한 영락제는 구복(丘福)에게 15만 병력을 주어 몽골을 공략하게 했다. 아룩타이는 구복의 15만 군대를 참패시켰다. 영락제는 직접 친히 몽골 원정을 결심, 1410년 영락제는 제1차 막북 친정을 시작했다.
이때 아룩타이와 부냐시리 울제이테무르 칸 사이에 어떤 의사충돌로, 군사를 이끌고 동쪽으로 가던 길에 명나라군과 만났으나 참패했다. 이후 독자적으로 움직여 부냐시리 울제이테무르 칸은 오논강변에서 명나라군에 패배했고, 그는 할하강 상류 전투에서 영락제에게 패배하고 병력을 잃었지만 탈출에 성공, 명나라 군은 그를 붙잡지 못했다. 1412년  5월 2일 혹은 6월 15일 울제이 테무르 칸이 오이라트부 승상 바툴라와 교전 도중 암살당했다. 그해 겨울부터 아룩타이는 명나라에 복속, 독자적으로 말 등을 조공으로 바쳤고, 명나라는 이를 접수하였다. 1413년 겨울, 아루그타이는 명나라에 말을 조공으로 바쳤고, 영락제의 환심을 얻어 할하강변 전투에서 사로잡은 몽골 사람들을 송환해주었다. 이때 영락제는 그를 화녕왕(和寧王)에 책봉하고 금 비단을 내렸다. 카라코룸의 왕이라는 뜻으로, 화령은 카라코룸의 한자 번역어이다.
1414년 영락제의 두번째 북방 원정 때에, 군사를 이끌고 명나라 군과 합세하여 오이라트부를 물리쳤다.
1415년 굴리치 울루그테무르 칸의 아들이라는 설이 있던 아다이를 칸으로 추대하고, 오이라트부가 추대한 에세크 칸과 대립하였다. 1416년 군사를 이끌고 오이라트를 공격, 오이라트의 마하무를 패배, 전사시켰다. 1417년 그는 오이라트를 다시 공격했으나 패배하였다.
1422년, 1423년 명나라의 군과 정식 교전하였다. 1422년 아룩타이는 어떤 알려지지 않은 이유로 군사를 이끌고 명나라를 공격, 깐수성과 닝샤성 일대의 명나라 국경지대를 황폐화시켰다. 그해 11월 영락제가 직접 30만 군사를 이끌고 오자, 부하, 백성들을 데리고 고비 사막을 통해 치신하였다. 그가 북쪽으로 도피하자, 명나라 군대가 많은 노획물을 가지고 돌아갔다 한다. 1423년 명나라와 교전하여 계속 패배시켰다.

### 패전과 최후
1424년 아룩타이는 다퉁, 카이핑 등을 공격, 함락시켰다. 영락제가 직접 명나라 군을 이끌고 그를 징벌하려 북원을 공격하자 패배시켰고, 돌론 강 근처에서 도피했다. 영락제는 아룩타이가 초원으로 도피했다는 정보를 접하고, 귀환하던 길에 병으로 사망했다. 그러나 계속된 전쟁으로 인한 목초지와 몽골 노욘의 숙영지의 파괴는 몽골의 귀족에 불만을 불러 일으켰고, 아루그타이의 세력은 크게 약화되었다. 그는 아다이 칸을 꼭두각시 대칸으로 옹립,실권을 장악했다. 
1425년 오이라다이 에세크 칸이 죽자 아다이 칸은 명목상 전몽골의 통치자가 되었더. 그해 아다이 칸은 아자이 타이지와 연합, 오이라트를 패배시켰다. 이후 아룩타이는 오이라트와 여러번 교전했으나 토곤 타이시로부터 궤멸적인 패배를 겪고, 부하들을 이끌고 우량하이 동부로 가서, 요동 동부에 머무르며 유목 생활을 하였다.
그의 참패를 기회로 본 명나라의 장군들은 약화된 아룩타이의 토벌을 주장했지만 홍희제는 원정을 주저하였다.
그러나 화전청(和田清)에 의하면 아자이 타이지는 1421년 그가 본 주군을 살해한 것을 기억, 변심하여 아자이의 아들 토크토아부카와 오이라트부의 토곤 타이시가 손잡고 아루그타이를 공격, 격파했다 한다. 1434년 토크토아부카와 오이라트 토곤은 아수드부를 상대로 전쟁, 그의 처자가 살해되고 가축들을 끌고 갔다. 아룩타이는 아들 시라겐과 함께 도피했으나 그해 9월 토곤이 이끄는 오이라트 추격대에게 패배하고, 모나 산(母納山, 현, 내몽골 인산(陰山)과 다얼한마오밍안 근처)으로 피신했다가 토곤에 의해 살해되었다. 일설에는 냄비에 넣어져 팽형되었다는 설이 있다.

### 사후
그의 아들 아부지아(阿卜只阿)와 손자의 처 수무다즈(速木答思)는 명나라로 투항했고, 선덕제는 이들을 우대하였다.

## 관직
굴리치 울루그테무르 칸은 그에게 태보 겸 추밀원지원(太保兼追密院知院)에 임명했다.
1413년 아룩타이에게 명나라 영락제는 화령왕(和寧王)에 봉했다.
1414년 당시 아루그타이는 한문으로 된 문서에 자신을 개부의동삼사, 특진, 금자광록대부, 태사, 중서우승상 추밀원위 두지원(開府儀同三司 特進 金紫光祿大夫 太師 中書右丞相 樞密院為頭知院)이라 지칭하였다.

## 같이 보기
- 영락제의 몽골 원정

## 참고 자료
- 세종실록
- 김장구 역, 《역주 몽골황금사》, 동북아역사재단, 2014.
- 동북아역사재단 편, 《명사 외국전 역주(明史 外國傳 譯註)》, 동북아역사재단, 2012.